# Олаф Маршалл
Олаф Маршалл (нім. Olaf Marschall, нар. 19 березня 1966, Торгау) — східнонімецький, а потім німецький футболіст, що грав на позиції нападника. По завершенні ігрової кар'єри — футбольний тренер, скаут та функціонер.
Виступав, зокрема, за «Локомотив» (Лейпциг) та «Кайзерслаутерн», а також національні збірні НДР та Німеччини.

## Клубна кар'єра
Народився 19 березня 1966 року в місті Торгау. Розпочав займатись футболом у клубі «Хемі» з рідного міста, а 1978 року потрапив в академію «Локомотива» (Лейпциг).

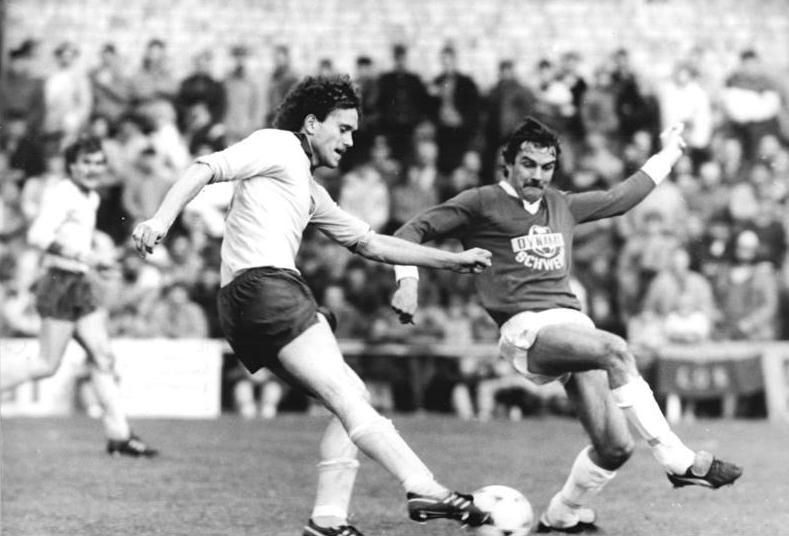
Олаф Маршалл (ліворуч) у 1987 році під час виступів за «Локомотив» (Лейпциг).

22 жовтня 1983 року дебютував за першу команду у віці 17 років проти дрезденського «Динамо» (2:2) в матчі східнонімецької Оберліги. Поступово став основним гравцем і загалом провів сім сезонів, взявши участь у 135 матчах чемпіонату. За цей час двічі з клубом був володарем Кубка НДР, а також став фіналістом Кубка володарів кубків 1987 року.
Після об'єднання Німеччини Маршалл перейшов в австрійський клуб «Адміра-Ваккер», де провів три сезони. В останньому з них Маршалл забив 19 голів, ставши другим бомбардиром чемпіонату Австрії.
У 1993 році Маршалл перейшов в дрезденське «Динамо». Провівши там сезон, Олаф ставши найкращим бомбардиром сезону в клубі і допоміг «Динамо» уникнути вильоту з Бундесліги.
У 1994 році за рекордні 2,8 млн марок перейшов в «Кайзерслаутерн». У сезоні 1995/96 він виграв з клубом Кубок Німеччини, але того ж року «Кайзерслаутерн» вилетів з Бундесліги. Маршалл залишився у клубі, з яким у першому ж сезоні зайняв перше місце і повернувся в еліту, а на наступний сезон сенсаційно стала чемпіоном Німеччини, при цьому сам Маршалл забив 21 гол у 24 матчах того сезону. У сезоні 1998/99 Маршалл забив 12 голів у Бундеслізі, а також відзначився у матчі Ліги чемпіонів, допомігши своїй команді дійти до чвертьфіналу.
В подальшому результативність Маршалла впала і у трьох наступних сезонах (з 1999/00 по 2001/02), він забив в 47 іграх, тільки сім голів. При цьому з сезону 2000/01 він програв конкуренцію в основі парі форвардів Мірослав Клозе—Вратіслав Локвенц, тому в кінці сезону 2001/02 контракт гравця з клубом не був продовжений.
Завершив професійну ігрову кар'єру у катарському клубі «Аль-Іттіхад (Доха)», де недовго виступав протягом 2002 року.

## Виступи за збірні
6 лютого 1984 року дебютував в офіційних іграх у складі національної збірної НДР в товариському матчі проти Еквадору (3:2). Надалі зіграв ще у трьох товариських матчах за східнонімецьку збірну, втім голів не забивав.
12 жовтня 1994 року зіграв першу гру за об'єднану збірну Німеччини в товариській грі проти Угорщини (0:0), замінивши на 85 хвилині Фреді Бобича. Після цього деякий час за національну команду не грав, а з 1997 року знову став залучатися Берті Фогтсом. У складі збірної був учасником чемпіонату світу 1998 року у Франції, де зіграв лише в одній грі чвертьфіналу проти Хорватії (0:3), а наступного року поїхав з командою на Кубок конфедерацій 1999 року у Мексиці. Там Олаф зіграв у двох матчах, але його збірна несподівано не вийшла з групи. Там же на турнірі 28 липня 1999 року в грі проти Нової Зеландії (2:0) Маршалл зіграв свій останній матч за збірну.
Всього протягом кар'єри у національній збірній Німеччини провів у формі головної команди країни 13 матчів, забивши 3 голи.

## Кар'єра тренера
Маршал повернувся в «Кайзерслаутерн» у січні 2004 року, ставши виконавчим помічником тодішнього голови клубу Рене К. Яггі. З червня 2004 і по червень 2006 року працював менеджером «Кайзерслаутерна» і 2005 року недовго паралельно був асистентом головного тренера клубу Курта Яри.

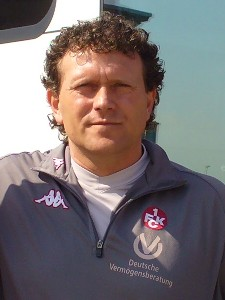
Олаф Маршалл у 2005 році під час роботи з «Кайзерслаутерном».

В серпні 2006 року Маршалл став помічником тренера дублюючої команди «Кайзерслаутерна», спочатку у штабі Кости Руньяїча, а потім і Алоїза Рейнгардта. Після звільнення останнього Маршал був два місяці тимчасовим тренером другої команди, а потім покинув клуб.
Після цього Олаф здобував тренерську ліцензію в німецькому спортивному університеті в Кельні, під час якого пройшов двотижневе стажування в «Ганновері 96», який тоді очолював Дітер Гекінг. В кінці червня 2007 року Маршалл нарешті, отримав футбольний про-диплом УЄФА.
У 2007 році працював помічником тренера еміратського клубу «Аль-Наср» (Дубай) у свого співвітчизника Райнера Гольманна. 
У сезоні 2011/12 він був тренером аматорської команди SG Niederkirchen/Morbach, а у сезоні 2013/14 працював з клубом Оберліги «Ідар-Оберштайн», але 29 серпня 2014 року він був звільнений у зв'язку невдалими результатами.
З початку 2015 року і до кінця сезону 2015/16 був головним скаутом у клубі Другої Бундесліги «Франкфурт», а потім повернувся в липні в «Кайзерслаутерн», де також став скаутом.

## Титули і досягнення
- Чемпіон Німеччини (1):

«Кайзерслаутерн»: 1997–98
- Володар Кубка Німеччини (1):

«Кайзерслаутерн»: 1995–96
- Володар Кубка НДР (2):

«Локомотив» (Лейпциг): 1985–86, 1986–87